# Онежский родник
Оне́жский родник — источник в Республике Карелия, гидрологический памятник природы регионального значения, источник высококачественной питьевой воды.

## Общие сведения
Располагается в лесном массиве на юго-западной окраине города Петрозаводска, в нижней части склона, западнее озера Четырёхвёрстное.
Родник восходящий, напорный, с дебитом 1,5—2,0 л/с.
Вода пресная, гидрокарбонатного магниево-кальциевого состава с величиной минерализации до 130 мг/л, не имеет запахов и осадков.
Государственный региональный гидрологический памятник природы родник «Онежский» учреждён Постановлением Совета Министров Карельской АССР № 276 от 20 июля 1984 года. Охранная зона радиусом в 150 метров.